# Sony Ericsson W800

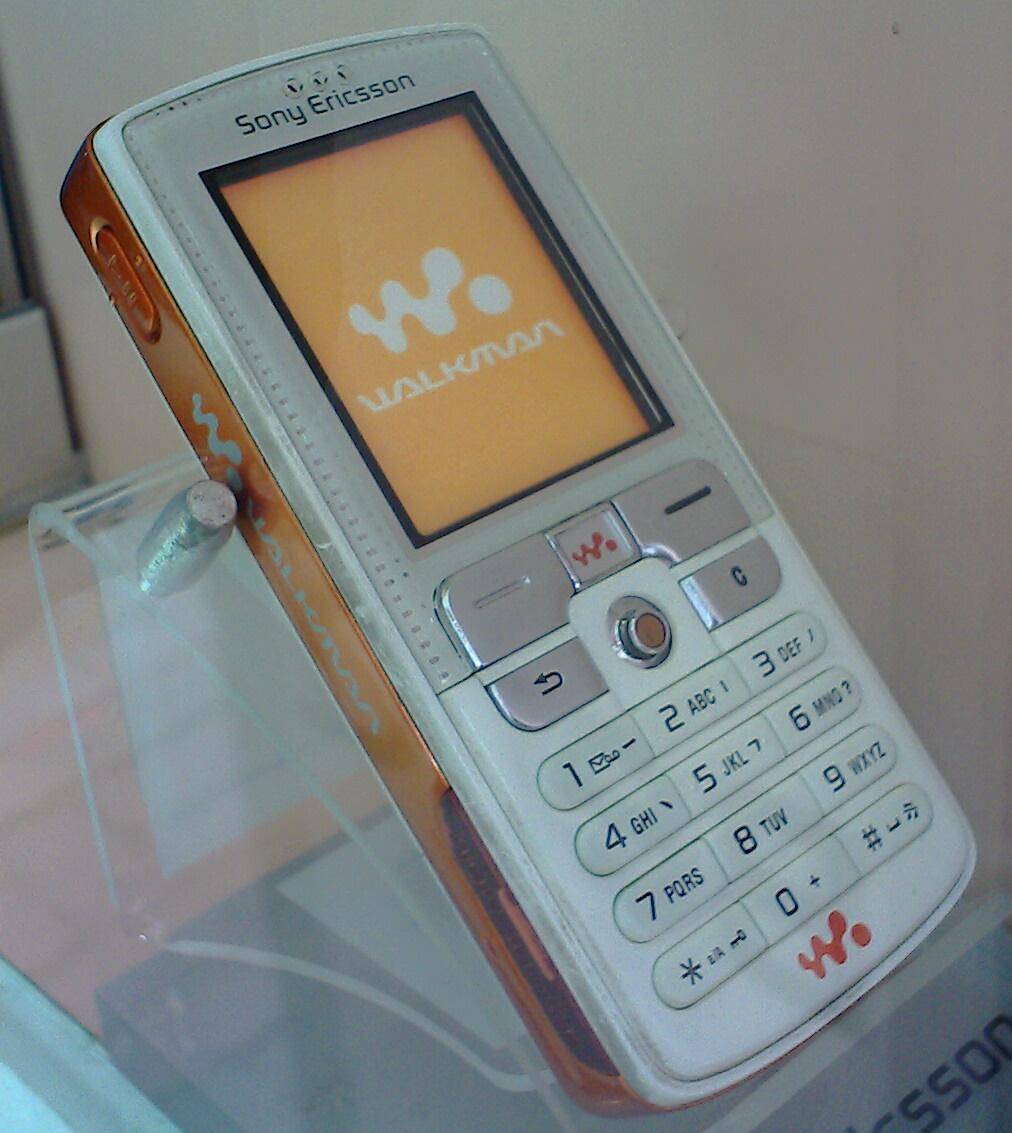
Sony Ericsson W800

Sony Ericsson W800 blev när den lanserades den 12 augusti 2005 Sony Ericssons första mobiltelefon med "Walkman"-benämningen. Mobiltelefonen har ett stort fokus på musik och kommer från början med ett 512 megabyte stort minneskort av typ Memory Stick, en välutvecklad musikspelare samt hörlurar/handsfree med ett vanligt 3,5 mm stereojack (HPM-70) så att valfria hörlurar kan användas. Telefonen är nästan identisk med Sony Ericsson K750 men skiljer sig till det yttre något genom annorlunda utformning och färgsättning. Mjukvarumässigt har den en betydligt bättre musikspelare än systermodellen K750, men i övrigt finns det få skillnader.
Modellen ersattes våren 2006 av modellerna W810 samt W700. Den sistnämnda har en något enklare kamera medan W810 har en uppgraderad mjukvara samt stöd för högre datahastigheter via EDGE.